# Kalligramma albifasciatum
Kalligramma albifasciatum (лат.) — вид вымерших насекомых из рода Kalligramma, описанный в 2014 году из формации Даохугоу, Китай. Описан по переднему крыло образца CNU-NEU-NN2013006, живший 164,1—155,7 млн лет назад.

## Описание
Видовое название происходит от латинских слов «album» (белый) и «fasciatum» (полосатый), отсылающее на белую полосу на переднем крыле, чем и отличается от других видов. Длина переднего крыла 57 мм, ширина 28 мм в сохранном виде (приблизительная полная длина 62—63 мм, ширина 29 мм). Костальное пространство умеренно широкое; сужены в основании. ScA плохой сохранности, имеет форму сильно изогнутой жилки, оканчивающейся на SCP. Плечевая жилка простая, невозвратная, толстая. Базальные субкостальные жилки толще остальных, сильно наклонены к вершине крыла; большинство субкостальных жилок один-два раза разветвлены (кроме четырех самых базальных), соединены многочисленными поперечными жилками. Подкостальное пространство умеренно широкое; с близко расположенными поперечными жилками. SCP, RA слились дистально. Подкостальное пространство заметно сужено по сравнению с подреберьем; с густыми поперечными жилками. Начало RP у основания крыла, с двумя ORBS: ORB1 (RP1) простой для большей длины; ORB2 (собственно RP) с восемью ветвями проксимальнее слияния SCP, RA; RP2 проксимальное глазное пятно довольно глубоко раздвоено; RP7 очень сильно раздвоен; остальные ветви RP не разветвляются до краевого дихотомического ветвления. М далеко отстоят от R в основании; разделяясь на MA, MP хорошо проксимально отходит от RP2. МА почти прямой почти на всем протяжении. MP занимает относительно большую площадь, его задний след с четырьмя гребенчатыми ветвями, направленными вперед; три проксимальные ветви (MP1-MP3) дихотомически разветвлены на уровне центральной черноватой структуры глазного пятна. Стебель Cu очень короткий (Cu делится на CuA, CUP у основания крыла). CuA сильно выпуклая, с несколькими дистальными ответвлениями. CuP слабо изогнутая, с тремя длинными гребешковыми ветвями дистально, проксимально — наиболее глубоко раздвоена. AAI длинные, гребенчато разветвленные с пятью ветвями. АА2 длинные, гребенчато разветвленные, не менее семи длинных ветвей; три проксимальные ветви дихотомически раздвоены. АА3 короткие, дихотомически разветвленные. Поперечные жилки очень густые по всему крылу; восемь из них в радиальных, внутримедиальных пространствах аномально раздвоены. Коста по переднему краю покрыта сравнительно длинными густыми волосками; волоски на ScP, RA короткие, густые; на более тонких венах, волоски на поперечных венах не замечены. Мембранные волоски не сохранились. Цветовой рисунок крыльев состоит в основном из белой поперечной полосы и глазчатого пятна. Глазное пятно хорошо развито, состоит из черноватой центральной структуры и одного коричневатого кольца. Центральная темная структура слегка яйцевидной формы (4,5 на 5 мм) с несколькими (~6) более мелкими светлыми пятнами разного размера (0,2—0,8 мм в диаметре) внутри нее. Вокруг этой структуры одно коричневатое кольцо почти круглой формы диаметром ≈11 мм, очень узкое (шириной от 0,5 до 1 мм); расстояние между его внутренней каймой и черноватой структурой 2—4 мм. Белая поперечная полоса шириной от 2 до 4 мм, расположенная почти медиально, довольно широко окаймлена коричневатым оттенком. Проксимальная полоса крыла коричневатая; остальная часть крыла состоит из нескольких коричневатых пятен в дистальной части крыла.